# GoEast
goEast (Кінофестиваль центральної та східної Європи, нім. das Festival des mittel- und osteuropäischen Films) — щорічний фестиваль, що проводиться у квітні в німецькому місті Вісбаден. Уперше пройшов у 2001 році.

## Історія
Кінофестиваль був заснований у 2001 році Клаудією Діллманн, директором Німецького кіноінституту (англ. Deutsches Filminstitut, DIF). Також у створенні оригінальної концепції фестивалю брала участь Світлана Сікора, що була художнім керівником фестивалю до 2010 року. У вступі до каталогу першого фестивалю Клаудія Діллманн написала: «Прийшов час відкрити себе до думок, образів, міфів і історій наших східних сусідів».
Наприкінці літа 2010 року Габі Бабік стала четвертим директором фестивалю, після Клаудії Діллманн, Кристіни Копф і Надьї Радемахе. Також вона стала і художнім керівником.

## Нагороди
Головний приз фестивалю — «Золота лілія» (Škoda Prize, 10000 €), вручається за перемогу в номінації Найкращий фільм. Також вручаються нагороди за найкращий документальний фільм (Erinnerung und Zukunft, 10000 €), найкращу режисерську роботу (Preis der Stadt Wiesbaden, 7500 €) і приз за художню оригінальність (Preis des Auswärtigen Amtes, 2000 €). Переможці в кожній номінації визначаються міжнародним журі. Міжнародна нагорода кінокритиків присуджується журі з ФІПРЕССІ.

### Переможці в номінації за найкращий фільм
- 2014 — Іда (Ida) (Павел Павліковський)
- 2013 — Довгі світлі дні (In Bloom) (Нана Еквтімішвілі, Сімон Гросс)
- 2012 — Жити (Василь Сигарєв)
- 2011 — Кочегар (Олексій Балабанов)
- 2010 — Прогульники (Леван Когуашвілі)
- 2009 — Інший берег (Георгі Овашвілі)
- 2008 — Магнус (Кадрі Киусаар)
- 2007 — Ейфорія (Іван Вирипаєв)
- 2006 — Тбілісі-Тбілісі (Леван Закарейшвілі)
- 2005 — Настроювач (Кіра Муратова)
- 2004 — Коктебель (Борис Хлєбніков, Олексій Попогребський)
- 2003 — Ключ до розпізнавання гномів (Мартін Шулік)
- 2002 — Привіт, Терезка! (Роберт Глінський)
- 2001 — Велика тварина (Ежи Штур) та Другорядні люди (Кіра Муратова)